# Paleodictyon

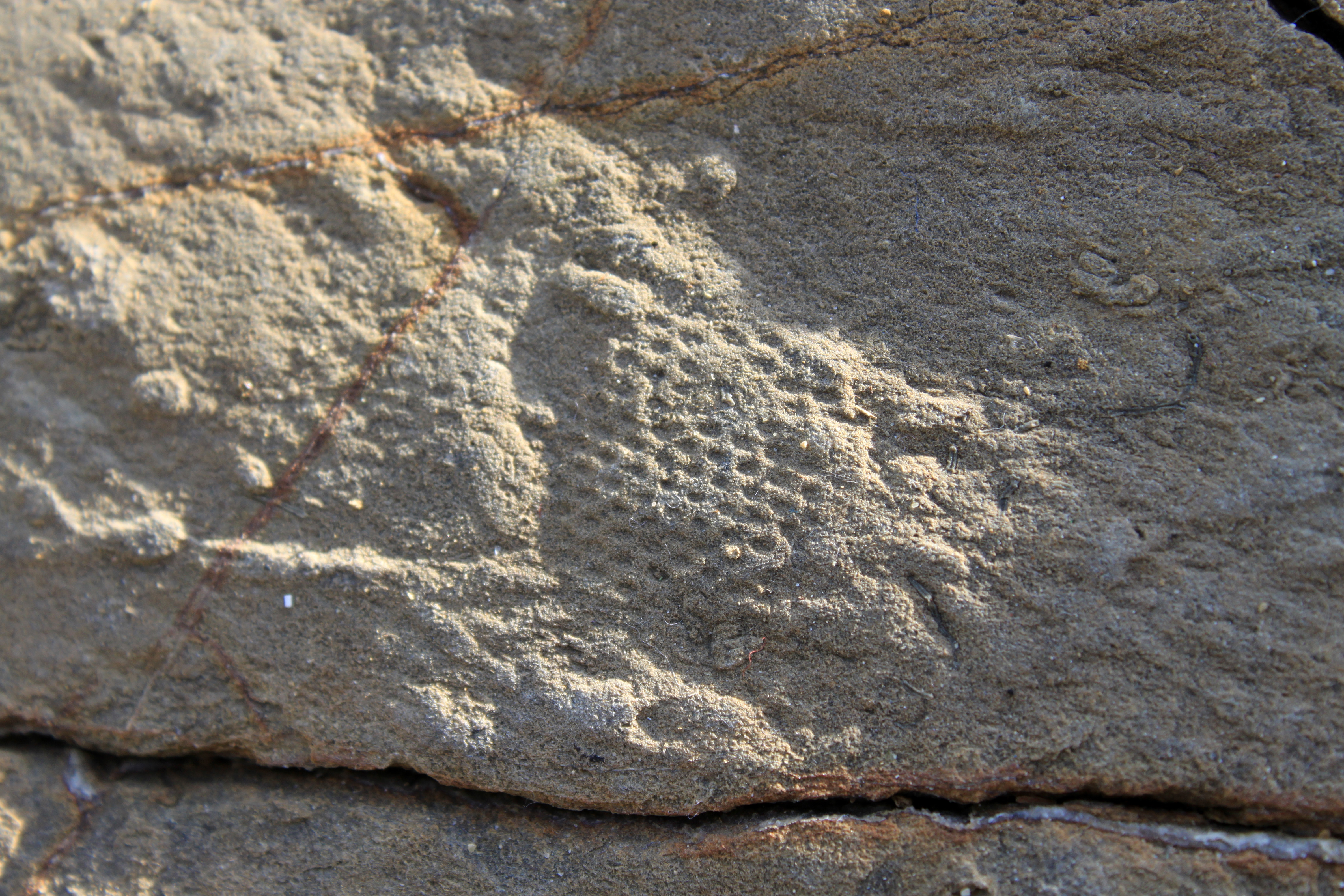
Paleodictyon minimum.

Paleodictyon (Meneghini, 1850) es un paragénero de icnofósiles cuya geometría consiste en una malla formada por hexágonos. Aparece en el registro geológico entre el Precámbrico y el Cámbrico inferior hasta el Eoceno. Se lo creía extinguido hasta que se descubrieron marcas similares en el fondo oceánico en la década de 1970. Por regla general estos icnofósiles aparecen en sedimentos marinos, aunque se han identificado estructuras similares en estratos depositados en ambientes no marinos. Existen diversas hipótesis que intentan determinar como se forma Paleodictyon:
- podría ser un sistema de túneles donde proliferarían bacterias que servirían de alimento a un organismo bentónico;
- una impresión creada por un organismo de la clase Xenophyophorea.